# Đại thừa

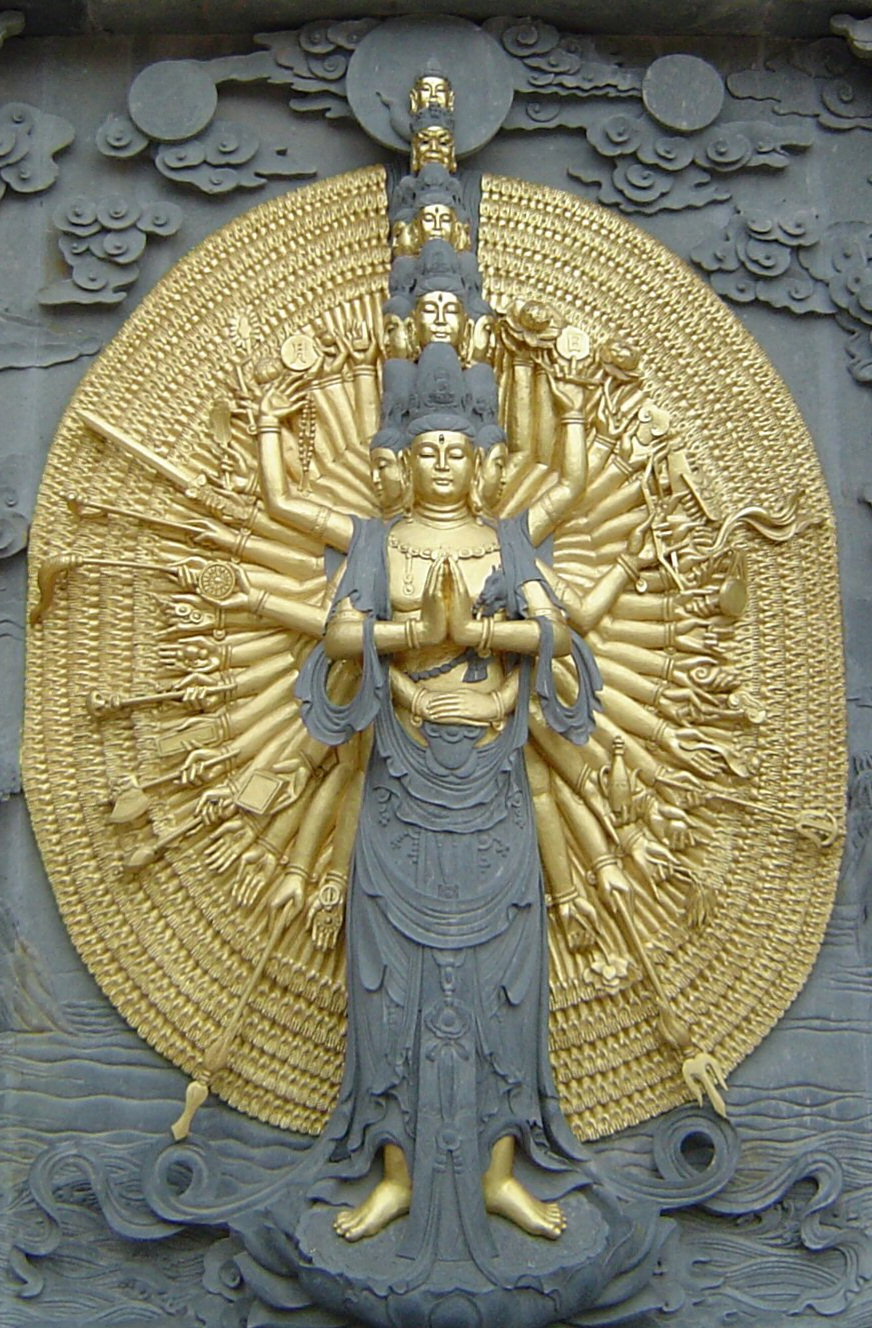
Chạm trổ Bồ Tát Quan Âm tại Trung Quốc. Nhiều cánh tay của Bồ Tát tượng trưng cho khả năng cứu giúp chúng sinh vô tận.

Đại thừa (tiếng Phạn: महायान，mahāyāna; chữ Hán: 大乘), phiên âm Hán-Việt là Ma-ha-diễn-na (摩訶衍那) hay Ma-ha-diễn (摩訶衍), tức là "cỗ xe lớn" hay còn gọi là Đại Thặng tức là "bánh xe lớn" là một trong hai trường phái lớn của đạo Phật, phổ biến tại các nước Trung Quốc, Nhật Bản, Việt Nam, Hàn Quốc và Triều Tiên. Trong một số tài liệu hiện đại, các danh xưng Phật giáo Bắc tông, Phật giáo Bắc truyền hay Phật giáo Phát triển, cũng được xem là tương đương và có thể được dùng để thay thế thuật ngữ Phật giáo Đại thừa.
Theo các học giả nghiên cứu, Phật giáo Đại thừa phát triển ở Ấn Độ vào khoảng từ thế kỷ 1 trước Công nguyên trở đi. Đại thừa chấp nhận các kinh điển và giáo lý chính của Phật giáo sơ kỳ, nhưng được bổ sung nhiều học thuyết và kinh điển mới. Ban đầu, Đại thừa chỉ là một phong trào cải cách Phật giáo nhỏ ở Ấn Độ, nhưng trường phái này dần phát triển thành trường phái có ảnh hưởng trong Phật giáo Ấn Độ. Các trung tâm học thuật lớn liên quan đến Đại thừa như Nalanda và Vikramashila phát triển mạnh trong khoảng từ thế kỷ VII đến thế kỷ XII. Theo dòng lịch sử, Phật giáo Đại thừa lan rộng khắp Nam Á, Trung Á, Đông Á và Đông Nam Á, trở thành truyền thống Phật giáo lớn nhất có ngày nay, với 53% Phật tử thuộc Đại thừa Đông Á và 6% theo Kim cương thừa, so với 36% của Phật giáo Thượng toạ bộ (khảo sát năm 2010), có ảnh hưởng mạnh mẽ ở Trung Quốc, Đài Loan, Mông Cổ, Triều Tiên, Nhật Bản, Việt Nam, Nepal, Malaysia và Bhutan.
Phật giáo Đại thừa đề cao con đường của Bồ Tát phấn đấu để đạt được giác ngộ hoàn toàn (samyaksaṃbuddha) vì lợi ích của tất cả chúng sinh, và do đó còn được gọi là "Bồ tát thừa" (tiếng Phạn: बोधिसत्त्वयान，Bodhisattvayāna). Nhìn chung, Phật giáo Đại thừa xem mục tiêu trở thành Phật thông qua con đường bồ tát là có sẵn cho tất cả mọi người và xem trạng thái của quả vị A-la-hán là chưa hoàn thiện. Các hình tượng giác ngộ trong Phật giáo Đại thừa rất đa dạng và phong phú, nhiều vị Phật và Bồ tát không hiện diện trong kinh điển của Phật giáo Nguyên thủy (như hình tượng A-di-đà). Triết học Đại thừa cũng thúc đẩy phát triển các tông phái với những học thuyết độc đáo, chẳng hạn như Trung quán tông với Thuyết tính Không (śūnyatā), Duy thức tông và thuyết Phật tính.
Truyền thống Kim Cương thừa được các nhà nghiên cứu xem là một nhánh của Đại thừa, chú trọng sử dụng chân ngôn (sa. mantra), và những nghi lễ bao gồm những phương pháp dùng các ấn thủ trong tu tập, một phương pháp mà các tu sĩ thuộc truyền thống này cho rằng có hiệu quả mạnh mẽ hơn và nhanh hơn trong việc đạt được Phật quả.

## Từ nguyên
Xuất hiện ý nghĩa trong các Kinh nguyên thủy, nhưng được triển khai vào thế kỉ thứ nhất trước công nguyên, Đại thừa là tâm tánh rộng lớn, tròn đồng thái hư, không thiếu không dư, là cỗ xe lớn nhờ dựa trên tính đa dạng của giáo pháp để mở đường cho số lớn chúng sinh có thể giác ngộ, giải thoát sinh tử, lìa khổ được vui. Cả hai Tiểu thừa và Đại thừa đều bắt nguồn từ vị Phật lịch sử Thích-ca Mâu-ni, nhưng khác nhau nơi sự quan tâm về thực hành giáo pháp và tư tưởng.(sa. sarvasattva). Hình tượng tiêu biểu của Đại thừa là Bồ Tát (sa. bodhisattva) với đặc tính vượt trội là lòng bi (sa., pi. karuṇā). Bộ kinh được xem là kinh văn Đại thừa đầu tiên là Bát-nhã bát thiên tụng (般若八千頌, sa. aṣṭasāhasrikā prajñāpāramitā).
Sơ kỳ, các đại sư của phái này gọi pháp môn của mình là Đại thừa để phân biệt với Phật giáo Nguyên thủy, mà họ gọi là Tiểu thừa hay Tiểu Thặng, nghĩa là "cỗ xe nhỏ" hay "bánh xe nhỏ" (sa. hīnayāna), còn có cả Nhị thừa, Tam thừa... Ngoài ra còn một trường phái Phật giáo thứ ba là Kim cương thừa, còn gọi là Mật tông hoặc Chân ngôn, cũng phát sinh từ phái Đại thừa.

## Vấn đề Đại Thừa và Tiểu Thừa
Trước đây người thường cho rằng giáo lý Tiểu thừa không đưa đến quả vị tối hậu thành Phật, chỉ có giáo lý Đại thừa mới là giáo lý chân chính của Phật. Ngược lại, các nhà sư Tiểu thừa thì cho rằng giáo lý Tiểu thừa mới chính là giáo lý nguyên thủy của Phật, còn giáo lý Đại thừa là ngoại đạo. Sự bất đồng quan điểm ấy đã làm băng giá mối quan hệ của hai truyền thống cả ngàn năm. Ngày nay với những phương tiện tiến bộ, mọi mặt trong xã hội đều thay đổi, những quan điểm Tiểu thừa và Đại thừa không còn thích hợp. Qua nghiên cứu, cho thấy rằng:
1. Thời kỳ Phật giáo Nguyên thủy cho đến thời kỳ Bộ phái (sau Đức Phật 400 năm) chưa có danh từ Đại thừa hay Tiểu thừa.
2. Danh từ Tiểu thừa nên hiểu là Thượng tọa bộ và Thuyết nhất thiết hữu bộ. Ngày nay chỉ còn 2 hệ Tiểu thừa này có mặt trên thế giới.
3. Từ ít lâu nay người ta có khuynh hướng tránh dùng từ ngữ "Tiểu thừa" vì một số người không thông hiểu Phật pháp kỹ càng có thể cảm thấy bị tổn thương. Do đó, 2 khái niệm Phật giáo Bắc Tông và Phật giáo Nam Tông ra đời.
4. Giáo lý được phân làm hai truyền thống theo địa lý, truyền thừa, và được gọi là Phật giáo Bắc tông và Phật giáo Nam tông. Sử dụng từ ngữ Bắc tông và Nam tông nói lên tính xuyên suốt của cây đại thọ, giáo lý đạo Phật.

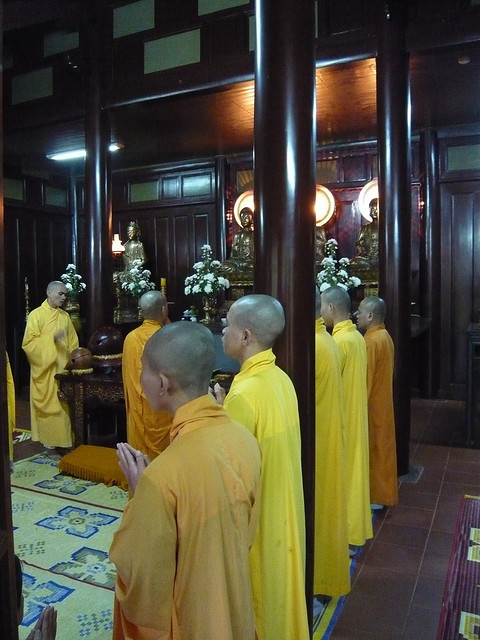
Tăng sĩ Phật giáo hệ phái Đại Thừa

5. Mặc dù truyền thống Bắc Tông và Nam Tông có những khác biệt, tuy nhiên, những khác biệt ấy không cơ bản. Trái lại, những điểm tương đồng lại rất cơ bản như sau:
a/. Cả hai đều nhìn nhận Đức Phật là bậc Đạo sư.
b/. Cả hai đều chấp nhận và hành trì giáo lý Tứ thánh đế, Bát chính đạo, Duyên khởi...; đều chấp nhận Tam pháp ấn Vô thường, Khổ, Vô ngã; đều chấp nhận con đường tu tập: Giới-Định-Tuệ.
c/. Cả hai đều từ chối có đấng tối cao tự sáng tạo và ngự trị thế giới.
Ngược lại với quan điểm nguyên thủy, Đại thừa không quá nhấn mạnh đến đời sống xuất gia, cho rằng cư sĩ tại gia cũng có thể đạt Niết-bàn với sự tế độ của chư Phật và chư Bồ Tát. Hình tượng cư sĩ Duy-ma-cật trong Duy-ma-cật sở thuyết kinh là ví dụ tiêu biểu nhất cho trường hợp này. Cách xưng hô trong kinh cũng có khác đi đôi chút. Những lời dạy trong kinh giờ đây được hướng thẳng đến giới cư sĩ như: Thiện nam tử (sa. kulaputra), thiện nữ nhân (sa. kuladuhitṛ), như câu hỏi của tôn giả Tu-bồ-đề trong Kim Cương kinh cho thấy:
Thưa Thế Tôn, thiện nam tử hoặc thiện nữ nhân đã khởi hành với Bồ Tát thừa nên an trụ như thế nào, nên thực hành như thế nào, nên điều phục tâm như thế nào?
Theo quan điểm Đại thừa, Niết-bàn không phải chỉ là giải thoát khỏi Luân hồi—mà hơn thế nữa, hành giả giác ngộ về Chân tâm và an trụ trong đó, đã tiến vào " cửa vô sinh vô tử". Mỗi chúng sinh đều mang Phật tính (sa. buddhatā) và giác điều đó là điều tuyệt đối quan trọng.
Đại thừa lại được chia ra nhiều bộ phái khác nhau, xuất phát từ Ấn Độ và truyền qua Tây Tạng, Trung Quốc, Hàn Quốc, Nhật Bản và Việt Nam. Tại Ấn Độ, Đại thừa đã chia ra Trung quán tông (sa. mādhyamika) do Long Thụ (sa. nāgārjuna) đề xuất và Duy thức tông (sa. vijñānavādin, yogācārin) do Vô Trước (sa. asaṅga) và Thế Thân (sa. vasubandhu) sáng lập. Song song với Tantra (Mật tông) của Ấn Độ giáo, đạo Phật cũng sản sinh ra một trường phái là Kim cương thừa (sa. vajrayāna), rất thịnh hành tại Tây Tạng. Thuộc về Đại thừa tại Trung Quốc và Nhật Bản, người ta có thể kể đến Thiền tông, Hoa Nghiêm tông, Thiên Thai tông, Tịnh Độ tông. Giáo lý căn bản của Đại thừa được chứa đựng trong những bộ kinh (sa. sūtra) và luận (sa. śāstra). Nói chung, Đại thừa phát triển một cách uyển chuyển, thích nghi, tùy thuận, để phù hợp với khả năng Giác ngộ của căn cơ mọi người.
Một số học giả nghiên cứu về Phật giáo cho rằng: vấn đề về Tiểu thừa và Đại thừa ngày nay có thể hiểu đơn giản qua hình ảnh của một cái cây. Một cái cây gồm rễ, thân và lá từ lúc còn nhỏ đến lúc đang phát triển chính là Tiểu thừa. Khi cây phát triển ra nhánh và thêm nhiều lá thì nhánh và lá là Đại thừa, còn thân, rễ, và những nhánh cũ là Tiểu thừa. Cũng như vậy, khi cây ra quả, quả đó là Mật tông. Vì là cùng một cây nên việc phân biệt Tiểu thừa và Đại thừa chỉ mang tính hình tượng (giống như so sánh bạn lúc nhỏ và bạn khi lớn lên, trưởng thành). Hay nói cách khác, dù là Tiểu thừa hay Đại thừa thì mục đích cuối cùng của Phật giáo là đưa con người đạt được sự giải thoát mọi khổ đau, sống an vui hạnh phúc trọn vẹn mãi mãi. Tiểu thừa nói về giáo lý của Phật Thích Ca Mâu Ni còn tại thế. Đại thừa nói về giáo lý của Đức Phật Thích Ca Mâu Ni lúc tại thế và lúc sống tại cõi Niết Bàn cùng với các Chư Phật và Bồ Tát (đệ tử của ngài).